# Hallgrímur Helgason
Hallgrímur Helgason (Reykjavík, 18 febbraio 1959) è uno scrittore, drammaturgo, pittore e autore radiofonico, televisivo e cinematografico islandese.

## Biografia
Ha frequentato la scuola d'arte statale in Islanda e poi si è specializzato a Monaco di Baviera, all'Akademie für die Bildenden Künste
Ha cominciato ad esporre i suoi dipinti nel 1983. Sue opere sono conservate in alcuni musei islandesi (Reykjavík Art Museum e Art Museum of Iceland a Reykjavik, Kópavogur Art Museum a Kópavogur), ma anche fuori dai confini patrii (FRAC Poitou-Charentes ad Angoulême, Francia).
Internazionalmente è più noto per la sua attività di scrittore. L'opera più famosa è 101 Reykjavík (1996), tradotta in 12 lingue, compreso l'italiano. Dal libro è stato poi tratto un film per la regia di Baltasar Kormákur nel 2000.
Il personaggio principale del romanzo, Hlinur, era nato però alcuni anni prima, come personaggio radiofonico.
Da sue opere, oltre al film citato, sono state tratte anche alcune opere teatrali. Helgason ha scritto diverse opere originali per il teatro e ha tradotto in islandese alcuni drammi classici (ad esempio il Romeo e Giulietta di William Shakespeare).
Ha vinto il Premio Letterario Islandese due volte: nel 2001 con Il più grande scrittore d'Islanda e nel 2018 con Sextíu kíló af sólskini.

## Opere principali
- Hella (1990)
- Þetta er allt að koma (1994)
- 101 Reykjavík (1996, pubblicato in Italia da Guanda nel 2001, ISBN 978-88-8246-360-1)
- Ljóðmæli 1978-1998 (raccolta di poesie, 1998)
- Höfundur Íslands (2001, pubblicato in Italia da Guanda nel 2003 col titolo di Il più grande scrittore d'Islanda, ISBN 978-88-8246-539-1)
- Hr. Alheimur (2003)
- Rokland (2005)
- 10 ráð til að hætta að drepa fólk og byrja að vaska upp (2008, pubblicato in Italia da ISBN Edizioni con il titolo di Toxic. Come smettere di ammazzare la gente e imparare a lavare i piatti)
- Konan við 1000° (2011, pubblicato in Italia da Mondadori nel 2014 col titolo di La nonna a 1000°, ISBN 978-88-04-63608-3)
- Sjóveikur í München (2015)
- Sextíu kíló af sólskini (2018)